# UCI Amèrica Tour 2019
L'UCI Amèrica Tour 2019 és la quinzena edició de l'UCI Amèrica Tour, un dels cinc circuits continentals de ciclisme de la Unió Ciclista Internacional. Està format per una vintena de proves, organitzades del 23 d'octubre de 2018 al 12 d'octubre de 2019 a Amèrica.

## Evolució del calendari

### Octubre 2018
| Data | Cursa             | País      | Cat. | Vencedor         | Equip |
| ---- | ----------------- | --------- | ---- | ---------------- | ----- |
| 23-1 | Volta a Guatemala | Guatemala | 2.2  | Alfredo Ajpacajá |       |

### Novembre 2018
| Data  | Cursa             | País  | Cat. | Vencedor        | Equip    |
| ----- | ----------------- | ----- | ---- | --------------- | -------- |
| 15-20 | Volta a Michoacán | Mèxic | 2.2  | Nicolás Paredes | Medellín |

### Desembre 2018
| Data  | Cursa                               | País       | Cat. | Vencedor      | Equip                                     |
| ----- | ----------------------------------- | ---------- | ---- | ------------- | ----------------------------------------- |
| 12    | Gran Premi FECOCI                   | Costa Rica | 1.2  | William Muñoz | Bicicletas Strongman-Colombia Coldeportes |
| 13    | Gran Premi Comité Olímpico Nacional | Costa Rica | 1.2  | Óscar Quiroz  | Bicicletas Strongman-Colombia Coldeportes |
| 16-25 | Volta a Costa Rica                  | Costa Rica | 2.2  | Bryan Salas   | Nestlé 7C CBZ Giant                       |

### Gener
| Data  | Cursa            | País      | Cat. | Vencedor       | Equip                                         |
| ----- | ---------------- | --------- | ---- | -------------- | --------------------------------------------- |
| 11-18 | Volta al Táchira | Veneçuela | 2.2  | Jimmy Briceño  | La Viña-Grupo MG-Ferlab-Inversiones Alexander |
| 27-3  | Volta a San Juan | Argentina | 2.1  | Winner Anacona | Movistar                                      |

### Febrer
| Data  | Cursa                             | País                 | Cat. | Vencedor           | Equip    |
| ----- | --------------------------------- | -------------------- | ---- | ------------------ | -------- |
| 12-17 | Tour Colombia 2.1                 | Colòmbia             | 2.1  | Miguel Ángel López | Astana   |
| 25-3  | Volta a la Independència Nacional | República Dominicana | 2.2  | Robinson Chalapud  | Medellín |

### Març
| Data | Cursa                   | País | Cat. | Vencedor      | Equip    |
| ---- | ----------------------- | ---- | ---- | ------------- | -------- |
| 6-10 | Volta Ciclista a Chiloé | Xile | 2.2  | Óscar Sevilla | Medellín |

### Abril
| Data  | Cursa                 | País         | Cat. | Vencedor        | Equip               |
| ----- | --------------------- | ------------ | ---- | --------------- | ------------------- |
| 4-7   | Joe Martin Stage Race | Estats Units | 2.2  | Stephen Bassett | First Internet Bank |
| 12-21 | Volta a l'Uruguai     | Uruguai      | 2.2  | Walter Vargas   | Medellín            |

### Maig
| Data | Cursa                         | País         | Cat. | Vencedor        | Equip       |
| ---- | ----------------------------- | ------------ | ---- | --------------- | ----------- |
| 1-5  | Tour de Gila                  | Estats Units | 2.2  | James Piccoli   | Elevate-KHS |
| 27   | Winston Salem Cycling Classic | Estats Units | 1.2  | Ulises Castillo | Elevate-KHS |

### Juny
| Data  | Cursa                           | País   | Cat. | Vencedor          | Equip               |
| ----- | ------------------------------- | ------ | ---- | ----------------- | ------------------- |
| 13-16 | Gran Premi ciclista de Saguenay | Canadà | 2.2  | Nickolas Zukowsky | Floyd's Pro Cycling |
| 19-23 | Tour de Beauce                  | Canadà | 2.2  | Brendan Rhim      | Arapahoe-Hincapie   |

### Juliol
| Data | Cursa                    | País         | Cat. | Vencedor        | Equip                 |
| ---- | ------------------------ | ------------ | ---- | --------------- | --------------------- |
| 7    | Delta Road Race          | Canadà       | 1.2  | Sam Bassetti    | Elevate-KHS           |
| 9-14 | Tour de Miranda          | Veneçuela    | 2.2  | Wilson Haro     | Movistar Team Ecuador |
| 12   | Chrono Kristin Armstrong | Estats Units | 1.2  | Serghei Țvetcov | Floyd's Pro Cycling   |
| 13   | Gran Premi de Guatemala  | Guatemala    | 1.2  | Julián Yac      | Decorabaños           |
| 14   | Gran Premi Chapín        | Guatemala    | 1.2  | Brayan Ríos     | ADD Quiché            |

### Agost
| Data  | Cursa             | País         | Cat. | Vencedor          | Equip                    |
| ----- | ----------------- | ------------ | ---- | ----------------- | ------------------------ |
| 2-11  | Tour de Guadalupe | França       | 2.2  | Adrien Guillonnet | Interpro Cycling Academy |
| 12-18 | Tour de Utah      | Estats Units | 2.HC | Ben Hermans       | Israel Cycling Academy   |

### Octubre
| Data | Cursa             | País    | Cat. | Vencedor                       | Equip                          |
| ---- | ----------------- | ------- | ---- | ------------------------------ | ------------------------------ |
| 5-12 | Volta a l'Equador | Equador | 2.2  | Suspesa per les manifestacions | Suspesa per les manifestacions |

## Classificacions
- Nota: classificacions definitives a 23 d'octubre.[2]

### Classificació individual
Està formada per tots els ciclistes que han sumat punts. Poden pertànyer tant a equips amateurs com a equips professionals, inclosos UCI WorldTeams.
| #   | Ciclista           | Punts   |
| --- | ------------------ | ------- |
| 1.  | Egan Bernal        | 2846.75 |
| 2.  | Nairo Quintana     | 1845    |
| 3.  | Richard Carapaz    | 1607    |
| 4.  | Miguel Ángel López | 1600.5  |
| 5.  | Michael Woods      | 1259    |
| 6.  | Sergio Higuita     | 1222.5  |
| 7.  | Rigoberto Urán     | 949.83  |
| 8.  | Fernando Gaviria   | 748     |
| 9.  | Álvaro Hodeg       | 649.63  |
| 10. | Tejay van Garderen | 575.5   |

### Classificació per equips
Es calcula amb la suma dels punts obtinguts pels 8 millors ciclistes de cada equip (excepte els WorldTeams) a la classificació individual. La classificació també inclou equips no registrats al continent.
| #   | Equip                                             | Punts   |
| --- | ------------------------------------------------- | ------- |
| 1.  | Medellín                                          | 1409.16 |
| 2.  | Rally UHC Cycling                                 | 1339    |
| 3.  | Floyd's Pro Cycling                               | 1106    |
| 4.  | Hagens Berman-Axeon                               | 1069.33 |
| 5.  | Canel's–Specialized                               | 809     |
| 6.  | Manzana Postobón Team                             | 784     |
| 7.  | Elevate–KHS Pro Cycling                           | 743     |
| 8.  | Team Ecuador                                      | 674     |
| 9.  | Coldeportes Bicicletas Strongman                  | 460     |
| 10. | São Francisco Saùde / Klabin / SME Ribeirão Preto | 329     |

| #   | País         | Punts     |
| --- | ------------ | --------- |
| 1.  | Colòmbia     | 10.344.21 |
| 2.  | Equador      | 3.070.64  |
| 3.  | Canadà       | 2.833.71  |
| 4.  | Estats Units | 2.351.75  |
| 5.  | Costa Rica   | 1.032     |
| 6.  | Veneçuela    | 912       |
| 7.  | Argentina    | 835.95    |
| 8.  | Mèxic        | 792       |
| 9.  | Guatemala    | 792       |
| 10. | Xile         | 650       |

| # | País         | Punts    |
| - | ------------ | -------- |
| 1 | Colòmbia     | 5.792.75 |
| 2 | Equador      | 916.5    |
| 3 | Estats Units | 791.4    |
| 4 | Costa Rica   | 549      |
| 5 | Canadà       | 390.33   |